# Division Nationale 2009-2010
La Division Nationale 2009-2010, nota anche come BGL Ligue 2009-2010 per motivi di sponsorizzazione, è stata la novantaseiesima edizione della massima serie del campionato lussemburghese di calcio. È iniziata il 1º agosto 2009 e si è conclusa il 28 maggio 2010. La Jeunesse Esch ha vinto il campionato per la ventottesima volta nella sua storia, interrompendo la striscia di cinque successi consecutivi del F91 Dudelange. Capocannoniere del torneo è stato Daniel Huss, calciatore del Grevenmacher, con 22 reti.

## Stagione

### Novità
Dalla Division Nationale 2008-2009 erano stati retrocessi lo Steinfort e l'Avenir Beggen, mentre dalla Éirepromotioun 2008-2009 erano stati promossi il Pétange e il Mondercange.

### Formula
Le quattordici squadre partecipanti si sono affrontate in un girone all'italiana con partite di andata e ritorno per un totale di 26 giornate. Al termine del campionato la prima classificata era designata campione del Lussemburgo e ammessa al secondo turno preliminare della UEFA Champions League 2010-2011. Le squadre seconda e terza classificate venivano ammesse al primo turno preliminare della UEFA Europa League 2010-2011, assieme alla vincitrice della coppa nazionale, ammessa direttamente al secondo turno preliminare. Le ultime due classificate venivano retrocesse direttamente in Éirepromotioun, mentre la dodicesima classificata affrontava la terza classificata in Éirepromotioun in un play-off promozione/retrocessione.

## Squadre partecipanti
| Squadra            | Città            | Stadio                 | Stagione precedente                |
| ------------------ | ---------------- | ---------------------- | ---------------------------------- |
| Differdange 03     | Differdange      | Stade du Thillenberg   | 2º posto nella Division Nationale  |
| Etzella Ettelbruck | Ettelbruck       | Stade Am Deich         | 8º posto nella Division Nationale  |
| F91 Dudelange      | Dudelange        | Stade Jos Nosbaum      | Campione del Lussemburgo           |
| Fola Esch          | Esch-sur-Alzette | Stadio Émile Mayrisch  | 5º posto nella Division Nationale  |
| Grevenmacher       | Grevenmacher     | Op Flohr Stadion       | 3º posto nella Division Nationale  |
| Jeunesse Esch      | Esch-sur-Alzette | Stade de la Frontière  | 4º posto nella Division Nationale  |
| Käerjeng 97        | Bascharage       | Stade um Bëchel        | 9º posto nella Division Nationale  |
| Mondercange        | Mondercange      | Stadio comunale        | 2º posto in Éirepromotioun         |
| Pétange            | Pétange          | Stadio municipale      | 1º posto in Éirepromotioun         |
| Progrès Niedercorn | Niederkorn       | Stade Jos Haupert      | 7º posto nella Division Nationale  |
| RU Luxembourg      | Lussemburgo      | Stade Achille Hammerel | 10º posto nella Division Nationale |
| R.M. Hamm Benfica  | Lussemburgo      | Luxembourg-Cents       | 6º posto nella Division Nationale  |
| Rumelange          | Rumelange        | Stadio municipale      | 12º posto nella Division Nationale |
| Swift Hesperange   | Hesperange       | Stade Alphonse Theis   | 11º posto nella Division Nationale |

## Classifica finale
|  | Pos. | Squadra            | Pt | G  | V  | N  | P  | GF | GS | DR  |
|  | ---- | ------------------ | -- | -- | -- | -- | -- | -- | -- | --- |
|  | 1.   | Jeunesse Esch      | 57 | 26 | 17 | 6  | 3  | 45 | 20 | +25 |
|  | 2.   | F91 Dudelange      | 54 | 26 | 16 | 6  | 4  | 62 | 23 | +39 |
|  | 3.   | Grevenmacher       | 43 | 26 | 13 | 4  | 9  | 46 | 40 | +6  |
|  | 4.   | Differdange 03     | 42 | 26 | 12 | 6  | 8  | 41 | 30 | +11 |
|  | 5.   | R.M. Hamm Benfica  | 41 | 26 | 11 | 8  | 7  | 50 | 29 | +21 |
|  | 6.   | Fola Esch          | 41 | 26 | 11 | 8  | 7  | 49 | 38 | +11 |
|  | 7.   | RU Luxembourg      | 41 | 26 | 12 | 5  | 9  | 39 | 47 | -8  |
|  | 8.   | Etzella Ettelbruck | 32 | 26 | 8  | 8  | 10 | 42 | 43 | -1  |
|  | 9.   | Pétange            | 32 | 26 | 9  | 5  | 12 | 36 | 42 | -6  |
|  | 10.  | Swift Hesperange   | 29 | 26 | 8  | 5  | 13 | 33 | 41 | -8  |
|  | 11.  | Progrès Niedercorn | 28 | 26 | 6  | 10 | 10 | 39 | 44 | -5  |
|  | 12.  | Käerjeng 97        | 28 | 26 | 7  | 7  | 12 | 28 | 36 | -8  |
|  | 13.  | Rumelange          | 22 | 26 | 7  | 1  | 18 | 27 | 63 | -36 |
|  | 14.  | Mondercange        | 13 | 26 | 2  | 7  | 17 | 18 | 58 | -40 |

Legenda:
      Campione del Lussemburgo e ammessa alla UEFA Champions League 2010-2011.
      Ammessa alla UEFA Europa League 2010-2011.
 Ammessa ai play-off promozione/retrocessione.
      Retrocessa in Éirepromotioun 2010-2011.
Note:
Tre punti a vittoria, uno a pareggio, zero a sconfitta.

## Risultati
|                    | Dif  | Dud  | EtE  | Fol  | Gre  | JeE  | Käe  | Mon  | Pét  | PrN  | RFC  | RMH  | Rum  | SwH  |
| ------------------ | ---- | ---- | ---- | ---- | ---- | ---- | ---- | ---- | ---- | ---- | ---- | ---- | ---- | ---- |
| Differdange 03     | –––– | 0-1  | 2-0  | 0-5  | 2-0  | 5-2  | 2-1  | 1-0  | 4-1  | 1-1  | 7-0  | 1-0  | 4-0  | 1-1  |
| F91 Dudelange      | 3-1  | –––– | 1-1  | 3-3  | 5-0  | 4-0  | 1-1  | 1-0  | 2-0  | 2-1  | 3-0  | 3-0  | 0-0  | 4-1  |
| Etzella Ettelbruck | 1-0  | 1-2  | –––– | 0-1  | 1-3  | 1-1  | 1-1  | 0-0  | 2-4  | 2-2  | 6-1  | 1-1  | 1-2  | 1-0  |
| Fola Esch          | 1-1  | 1-3  | 5-4  | –––– | 3-2  | 0-1  | 0-0  | 1-1  | 2-1  | 4-1  | 1-2  | 1-1  | 4-2  | 4-1  |
| Grevenmacher       | 2-0  | 1-0  | 3-1  | 2-0  | –––– | 2-5  | 5-2  | 0-1  | 0-3  | 2-1  | 1-1  | 3-2  | 4-1  | 2-1  |
| Jeunesse Esch      | 2-1  | 1-1  | 1-2  | 1-0  | 2-0  | –––– | 2-0  | 2-0  | 0-0  | 2-1  | 5-1  | 1-0  | 4-0  | 3-1  |
| Käerjeng 97        | 1-4  | 1-0  | 0-1  | 1-0  | 1-1  | 0-0  | –––– | 1-1  | 0-0  | 2-0  | 1-3  | 0-1  | 1-2  | 0-2  |
| Mondercange        | 1-1  | 0-9  | 2-1  | 2-2  | 1-5  | 1-1  | 0-4  | –––– | 0-1  | 1-1  | 1-2  | 1-5  | 0-2  | 0-2  |
| Pétange            | 0-0  | 0-1  | 1-1  | 1-3  | 2-0  | 0-3  | 3-1  | 5-2  | –––– | 1-1  | 4-1  | 0-1  | 1-3  | 1-3  |
| Progrès Niedercorn | 0-0  | 4-2  | 1-3  | 1-1  | 0-0  | 0-2  | 0-2  | 4-2  | 0-1  | –––– | 2-2  | 2-2  | 3-1  | 1-4  |
| RFCU Luxembourg    | 0-1  | 2-2  | 3-4  | 2-2  | 2-1  | 0-2  | 1-0  | 1-0  | 3-1  | 1-2  | –––– | 1-0  | 3-0  | 1-0  |
| R.M. Hamm Benfica  | 3-0  | 4-2  | 3-1  | 3-0  | 2-2  | 0-1  | 3-0  | 2-0  | 7-2  | 3-3  | 1-1  | –––– | 0-3  | 0-0  |
| Rumelange          | 1-2  | 0-5  | 1-3  | 2-4  | 0-2  | 0-1  | 2-3  | 2-0  | 1-0  | 0-3  | 0-3  | 0-6  | –––– | 1-2  |
| Swift Hesperange   | 3-0  | 0-2  | 2-2  | 0-1  | 1-3  | 0-0  | 1-4  | 2-1  | 1-3  | 1-4  | 0-2  | 0-0  | 4-1  | –––– |

## Spareggio promozione-retrocessione
|             | Risultati |          | Luogo e data                |
| ----------- | --------- | -------- | --------------------------- |
| Käerjeng 97 | 3 - 1     | Oberkorn | Mondercange, 28 maggio 2010 |
|             |           |          |                             |

## Statistiche

### Classifica marcatori
| Gol |  |  | Giocatore         | Squadra            |
| --- |  |  | ----------------- | ------------------ |
| 22  |  |  | Daniel Huss       | Grevenmacher       |
| 15  |  |  | Romain Zewe       | Käerjeng 97        |
| 12  |  |  | Nicolas Caldieri  | Progrès Niedercorn |
| 12  |  |  | Anel Pjanić       | Pétange            |
| 11  |  |  | Joris Di Gregorio | Fola Esch          |
| 11  |  |  | Antonio Nsangu    | Progrès Niedercorn |